# Baard Kolstad
Baard Hvesser Kolstad (ur. 1992 w Asker) – norweski perkusista. W 2012 roku Kolstad został perkusistą w zespole wokalisty Simena „ICS Vortexa” Hestnæsa, byłego członka grupy Dimmu Borgir. Muzyk początkowo występował wyłącznie podczas koncertów, natomiast rok później został oficjalnym grupy. Także w 2012 roku perkusista został nowym członkiem grupy Borknagar w której zastąpił Davida Kinkade'a. Rok później Kolstad został członkiem grupy Leprous. Także w 2013 roku podjął współpracę z grupą Solefald. W latach 2013–2014 występował w zespole multiinstrumentalisty i wokalisty Vegarda „Ihsahna” Tveitana, znanego z występów w grupie Emperor. W 2014 roku jako muzyk koncertowy dołączył do blackmetalowej formacji God Seed.
Muzyk jest endorserem instrumentów firm Pearl i Vic Firth. W 2009 roku brał udział w talent show „Norske Talenter” –  norweskiej adaptacji „Got Talent”.

## Dyskografia
- Oceans of Time – Faces (2012, Melodic Revolution Records)[7]
- Solefald – Norrønasongen. Kosmopolis Nord (2014, Indie Recordings, sesyjnie)[8][9]
- Leprous – The Congregation (2015, InsideOut Music)[10]
- Rendezvous Point – Solar Storm (2015, Karisma Records)[11]
- Solefald – World Metal. Kosmopolis Sud (2015, Indie Recordings, sesyjnie)[12]
- Leprous – Malina (2017, InsideOut Music)[13]
- Leprous - Pitfalls (2019, InsideOut Music)[14]

## Nagrody i wyróżnienia
- Roland V-Drum World Championships, 2012, Wygrana[15]